# Hugo Haak
Hugo Haak (Nieuwegein, 29 oktober 1991) is een voormalig Nederlands baanwielrenner. Zijn specialiteiten waren de sprint en de keirin.

## Biografie
Haak begon met wielrennen bij Rennersclub Jan van Arckel uit Noordeloos. Hij bleek over talent te beschikken want werd in 2008 tweede op het NK voor junioren op het onderdeel sprint en derde op de keirin. Zijn eerste belangrijke prijs bij de senioren haalde hij tijdens het Nederlands Kampioenschap in 2010: een zilveren medaille op de sprint. Hij werd tot nu toe viermaal Nederlands kampioen. Tweemaal op de kilometer tijdrit (2012 en 2013), op de keirin (2012) en op de sprint (2013) en haalde meerdere tweede en derde plaatsen.
Samen met Nils van 't Hoenderdaal en Jeffrey Hoogland won hij een gouden medaille op de teamsprint tijdens de Europese kampioenschappen in 2015 en een jaar later zilver op de Wereldkampioenschappen in Londen. Haak leek gegarandeerd van een plaats in de selectie voor de Olympische Spelen in Rio de Janeiro, totdat Theo Bos zijn comeback op de baan aankondigde. Tijdens een bike-off een maand voor de Spelen, plaatste Bos zich ten koste van Haak. Vanuit de studio van Studio Sport waar Haak als ervaringsdeskundige te gast was, zag hij zijn teamgenoten als zesde eindigen op de teamsprint.
Op 20 december 2017 maakte Haak bekend dat hij noodgedwongen moest stoppen met de topsport vanwege fysieke problemen. Hij begon per 1 januari 2018 als assistent-bondscoach van de baanwielrenners.
Hugo Haak werd in december 2018 de nieuwe bondscoach voor de baansprinters. Hij volgde hierin de Duitser Bill Huck op, die vertrok wegens privéredenen. Dit werd bevestigd door directeur Thorwald Veneberg van de KNWU. Haak richtte zich op de Spelen van 2020 in Tokio en werd aangesteld tot en met het WK baanwielrennen in 2021. Haak werd in december 2019 uitgeroepen tot Nederlands Coach van het Jaar, onder andere wegens het behalen van de wereldtitel van de teamsprinters in februari van datzelfde jaar.
In november 2021 stopte Haak als bondscoach, na een periode van drie jaar waarin de Nederlandse baansprinters (mannen en vrouwen) 26 titels wonnen.
In november 2022 werd bekend dat Haak is aangesteld als technisch directeur bij het nieuw opgerichte TDT-Unibet Cycling Team. Hij wordt verantwoordelijk voor het opbouwen van de sportieve organisatie rondom de wielerploeg.
Op 1 juli 2023 maakte Haak bekend dat hij zal stoppen met zijn functie als technisch directeur. Zijn vervangster wordt Julia Soek.

## Erelijst

### Baanwielrennen
| Jaar | NK                              | EK         | WK         | Overige                                          |
| ---- | ------------------------------- | ---------- | ---------- | ------------------------------------------------ |
| 2010 | sprint kilometer tijdrit        |            |            |                                                  |
| 2011 | sprint keirin                   |            |            |                                                  |
| 2012 | keirin kilometer tijdrit sprint |            |            | kilometer tijdrit EK tot 23 jaar                 |
| 2013 | sprint kilometer tijdrit keirin |            |            | sprint EK tot 23 jaar, teamsprint EK tot 23 jaar |
| 2014 | keirin sprint kilometer tijdrit |            |            |                                                  |
| 2015 | keirin                          | teamsprint |            |                                                  |
| 2016 | teamsprint keirin sprint        |            | teamsprint |                                                  |